# Dendrotriton chujorum
Dendrotriton chujorum é uma espécie de anfíbio gimnofiono da família Plethodontidae. Está presente na Guatemala. A UICN classificou-a como em perigo crítico.